# Helene Nonné-Schmidt
Helene Nonné-Schmidt (geboren als Helene Frieda Nonne, 8. November 1891 in Buckau (Magdeburg); gestorben 7. April 1976 in Darmstadt) war eine deutsche Textilkünstlerin am Bauhaus.

## Leben
Helene Nonne wurde am 8. November 1891 als Tochter des Ingenieurs Franz Nonne und seiner Ehefrau Leokadya Koterwas im Magdeburger Stadtteil Buckau geboren. Sie besuchte die Kunstgewerbeschule Magdeburg und von 1913 bis 1916 die Königliche Kunstschule zu Berlin und machte ein Examen als Zeichenlehrerin. Sie arbeitete während des Ersten Weltkriegs als Fürsorgerin mit Kindern. Nach Kriegsende setzte sie das Studium fort und machte 1919 ein Examen zur Werklehrerin. Sie arbeitete danach als Werk- und Zeichenlehrerin am Viktoria-Lyceum in Berlin und an der Frauenschule in Magdeburg. Sie besuchte die Bauhausausstellung von 1923 in Weimar und entschloss sich dort weiterzustudieren. Auf Grund ihrer Vorbildung wurde ihr der Bauhaus-Vorkurs erlassen, und sie begann 1924 direkt in der Werkstatt für Weberei am Bauhaus.
1925 heiratete sie den »Jungmeister« Joost Schmidt (1893–1948), einen Typografen und Maler, der am Bauhaus lehrte und Leiter der plastischen Werkstatt, der Reklame-Abteilung und der Druckerei war. Beide zogen im selben Jahr mit dem Bauhaus nach Dessau, wo Schmidt als Jungmeister anfing. Nonné-Schmidt studierte bei Paul Klee, befasste sich mit Fragen der Kunsttheorie und machte 1930 das Bauhausdiplom bei Klee und Gunta Stölzl. Sie arbeitete bis 1933 als Kunsterzieherin. Sie wohnten bis 1933 in der Burgkühnauer Allee in einem der Meisterhäuser und zogen dann nach Berlin, wo Joost Schmidt an der Reimann-Schule unterrichtete.
In der Zeit des Nationalsozialismus erhielt Joost Schmidt nach einer Denunziation ein Arbeitsverbot. Nonné-Schmidt fertigte in dieser Zeit einige kunstgewerbliche Gelegenheitsarbeiten. Ihr Atelier wurde im Bombenkrieg zerstört. Nach der Befreiung organisierte Joost Schmidt in Westberlin eine Bauhausausstellung, er starb 1948 bei der Vorbereitung einer weiteren Ausstellung in Nürnberg.
Nonné-Schmidt arbeitete 1949 kurze Zeit für die Illustrierte Heute in München und zog dann nach Wangen ins Allgäu. Im Jahr 1953 holte Max Bill Nonné, wie alle sie nannten, an die neugegründete Hochschule für Gestaltung in Ulm, wo sie mit den ehemaligen Bauhäuslern Josef Albers, Walter Peterhans und Johannes Itten in den ersten Jahren die Grundkurse durchführte. Zu ihren Schülern zählten unter anderem die Künstlerin Mary Bauermeister sowie die Designer Immo Krumrey und Martin Krampen. Ihre Lehrtätigkeit in Ulm beendete sie 1956. Im Jahr 1961 zog sie nach Darmstadt an den ersten Sitz des Bauhaus-Archivs und bereitete dort ihr Buch über Joost Schmidt vor, das aber postum erst 1984 herauskam.
Helene Nonné-Schmidt wurde 84 Jahre alt. Sie starb am 7. April 1976 in Darmstadt.

## Schriften (Auswahl)
- Das Gebiet der Frau im Bauhaus. 1926. In: Hans Maria Wingler: Das Bauhaus 1919–1933. Weimar, Dessau, Berlin und die Nachfolge in Chicago seit 1937. Köln, 1962, 3. Auflage 1975, S. 126.
- Joost Schmidt: Lehre und Arbeit am Bauhaus 1919-32. Mit Beiträgen von Heinz Loew und Helene Nonne-Schmidt. Düsseldorf : Edition Marzona, 1984.
- Paul Klee: Pädagogisches Skizzenbuch. Neuausgabe mit einem  Nachwort von Helene Schmidt-Nonne. Berlin : Gebr. Mann, 2003 ISBN 3-7861-1458-7.